# Castell d'Empordà
|  | Aquest article tracta sobre l'entitat de població bisbalenca. Si cerqueu el castell medieval del mateix nom, vegeu «Castell d'Empordà (fortificació)». |

Castell d'Empordà, abans Llaneres, és una entitat de població del municipi baixempordanès de la Bisbal d'Empordà, constituïda com a municipi fins al 1972.

## Geografia
Situat al nord-est de la Bisbal, drena el terme el riu Daró per la zona occidental. Un tram d'aquest riu separava l'antic terme de Castell d'Empordà del de la Bisbal. Cap al nord l'ombreja una serra, amb pic al puig de les Forques, per on passa la línia divisòria amb Ullastret. A ponent limita amb Corçà; al nord-oest, amb Casavells; a l'est, amb Peratallada, i al sud, amb la Bisbal. El terme té dues edificacions d'interès: el castell d'Empordà i l'ermita de la Mare de Déu del Remei. El principal nucli de població se situa al voltant del castell, al cim del turó de Marenys, i té un únic carrer.

## Història
Els orígens de Llaneres són remots. Els romans hi establiren una vil·la que més endavant fortificaren. Al segle viii, amb l'enderrocament de la monarquia visigoda, els àrabs s'apoderaren de les terres hispàniques. Després de l'alliberament, Llaneres passà a pertànyer al comtat d'Empúries pel que fa a la jurisdicció civil, i dependent del bisbat de Girona pel que fa a l'aspecte religiós. El 1300 el comte Ponç Hug IV d'Empúries decidí bastir un castell en la frontera entre els comtats d'Empúries i el de Girona. El punt estratègic era Llaneres, on s'erigí la construcció que posaria fi al nom originari del poble. La fortalesa s'anomenà castell d'Empordà i acabaria donant nom al poble. Al voltant del castell s'hi aniria formant el nucli més compacte de població.
El 1584 s'emmurallaren les cases que es construïren a l'entorn del castell. A causa del creixement de població, es reconstruí l'església de Sant Martí de Llaneres. Ja al 1936, l'església fou assaltada i el mobiliari i objectes de culte, destruïts. El castell també fou saquejat. El 1960 arribà l'electricitat al poble, efemèride que se celebrà amb un acte religiós i una audició de sardanes amb l'assistència de les autoritats provincials i locals. El 1972 el municipi fou annexat a la Bisbal, després que l'Ajuntament de Castell d'Emprordà ho demanés a causa del descens de població i de la manca de recursos econòmics.
El 1960 tenia 120 habitants repartits en 25 cases entre les situades al voltant del castell i les masies disseminades. El cens del 1981 indica 14 habitants al nucli urbà i 127 en disseminat. El 2016 tenia 42 habitants.